# Калосцифа
Калосци́фа (лат. Caloscypha) — монотипный род дискомицетовых грибов, относящийся к порядку Пецицевые (Pezizales). Обычно выделяется в семейство Caloscyphaceae. Единственный вид — Калосцифа блестя́щая (Caloscypha fulgens).

## Описание

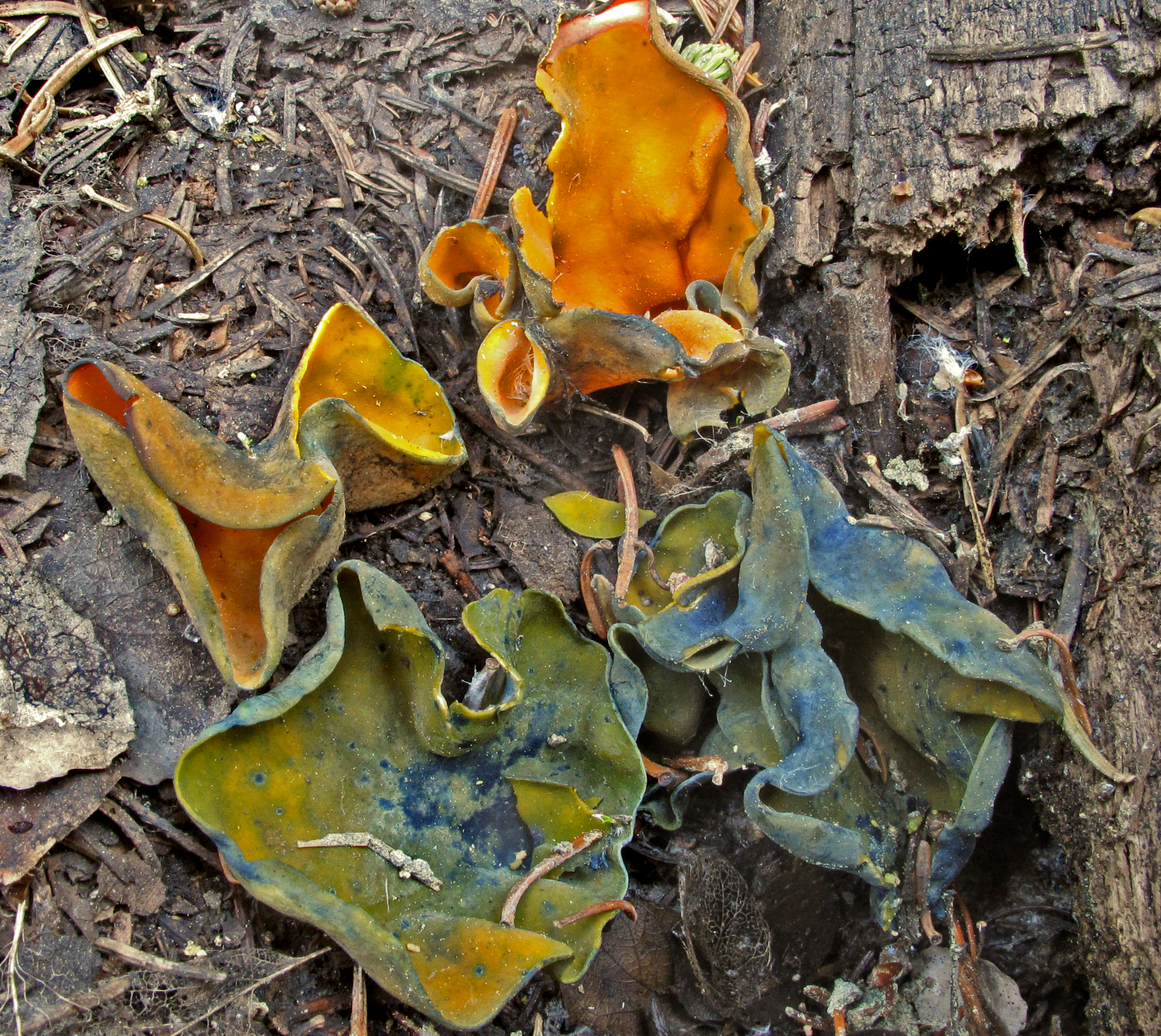

Плодовые тела чашевидные, изначально шаровидной или яйцевидной формы, затем раскрывающиеся, часто с разрывающимся краем, обычно сидячие, иногда на небольшой ножке.
Внутренняя спороносная поверхность матовая, ярко-оранжевая, жёлто-оранжевая или красная, внешняя стерильная сторона желтовато-серая, зеленоватая или синеватая. При повреждении плодовые тела приобретают резкий тёмно-зелёный или чёрный оттенок.
Мякоть хрупкая, ярко-жёлтая.
Споровый порошок белого цвета. Споры неокрашенные, округлые, с гладкими стенками, собраны по восемь в асках, каждый из которых около 150×10 мкм.
Калосцифа чаще всего указывается как несъедобный гриб. По-видимому, неядовита, однако пищевого значения не имеет. Считается одним из самых красочных весенних грибов.

### Сходные виды
Калосцифа — единственный известный дискомицет, плодовые тела которого синеют при прикосновении. Весной также встречаются различные виды саркосцифы, однако они обычно окрашены в красно-оранжевые тона и не синеют. Алеврия оранжевая — ярко-оранжевый чашевидный гриб, не синеющий при повреждении, встречающийся с конца лета до поздней осени.

## Экология
Калосцифа — достаточно редкий вид, появляющийся с конца апреля по начало июня, не ежегодно, однако в некоторые годы массово. Отмечена в хвойных и лиственных лесах на подстилке, под елью, осиной и берёзой. Более часто встречается в горных лесах, иногда вместе со сморчковой шапочкой, строчком гигантским и микростомой вытянутой.
Включена в Красные книги Чехии и Норвегии со статусом редкого вида. В Красных книгах Словакии, Хорватии и Великобритании имеет статус уязвимого вида, в Красной книге Эстонии — близкого к уязвимому. Также включена в списки охраняемых видов Польши и Литвы.

## Таксономия

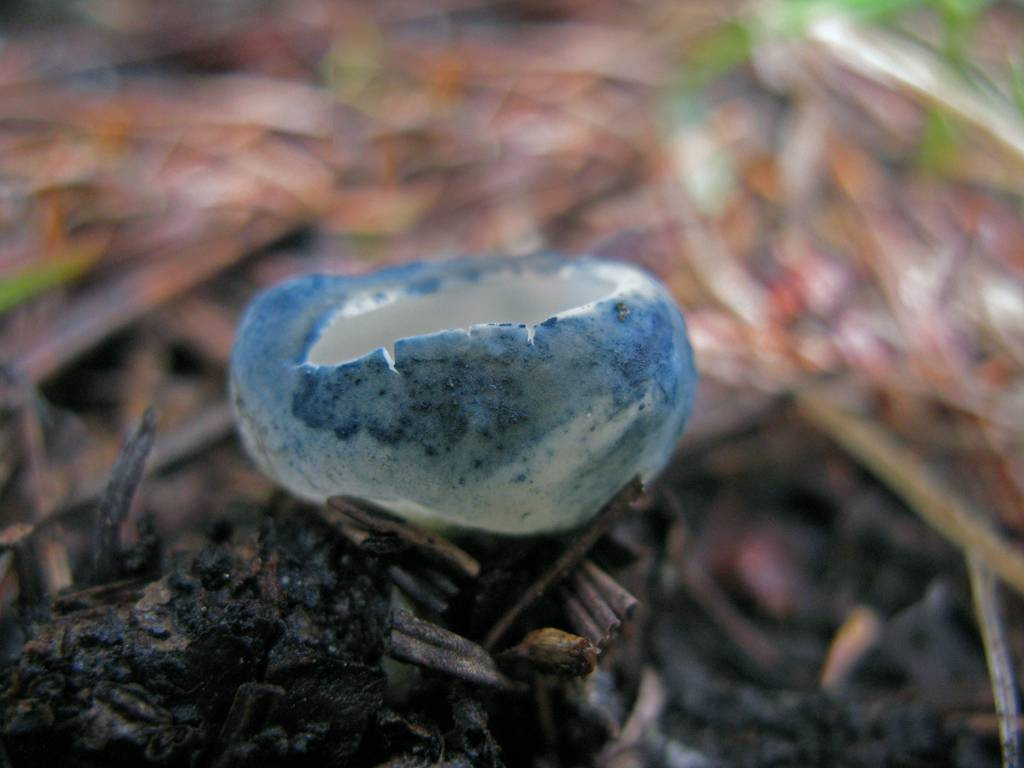
Белая форма калосцифы

Калосцифа блестящая была впервые описана Кристианом Хендриком Персоном в 1822 году в сборном роде чашевидных дискомицетов с голым краем. В 1885 году выделена Эмилем Будье в отдельный род Caloscypha.
Описана редкая форма калосцифы с белыми плодовыми телами, с возрастом и при повреждении синеющими — Caloscypha fulgens f. caesioalba Gaggian. & Parrett.

### Синонимы
Рода
- Otidella Sacc., 1889, nom. superfl.

Вида
- Aleuria fulgens (Pers.) Gillet, 1879
- Barlaea fulgens (Pers.) Rehm, 1894
- Detonia fulgens (Pers.) Rehm, 1896
- Lamprospora fulgens (Pers.) Snyder, 1936
- Otidella fulgens (Pers.) Sacc., 1889, nom. superfl.
- Peziza fulgens Pers., 1822basionym
- Pseudoplectania fulgens (Pers.) Fuckel, 1870
- Scypharia fulgens (Pers.) Quél., 1886